# Romina Espinosa

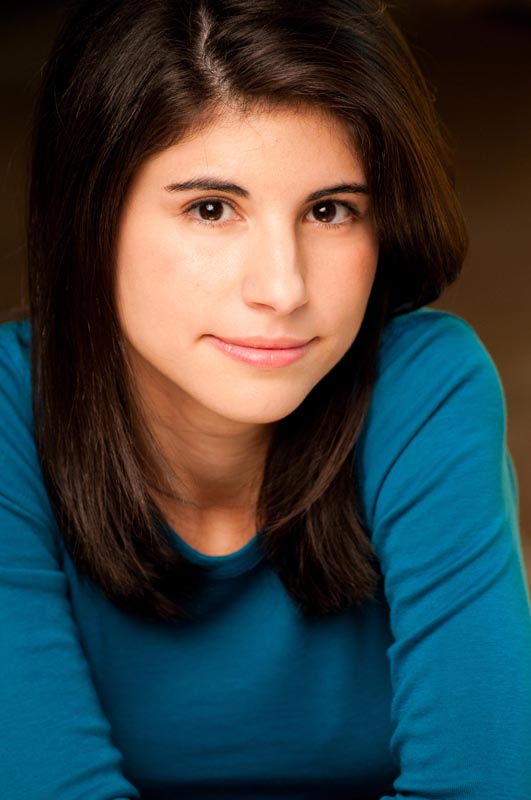
Romina Espinosa (2009)

Romina Espinosa (* 13. Januar 1988 in Coral Gables, Florida) ist eine US-amerikanische Schauspielerin, Sängerin und Autorin.

## Leben und Karriere
Die kubanisch-jüdischstämmige Espinosa, deren Vorfahren unter anderem auch aus Marokko, dem Baskenland und aus Spanien selbst stammen, wurde im Jahre 1988 in Coral Gables im US-Bundesstaat Florida geboren. Im Alter von 13 Jahren nahm sie erstmals Schauspielunterricht und etwas zur selben Zeit begann sie auch ihre Aktivität als Schriftstellerin, wobei sie im Alter von 16 Jahren mit The Freedom of my Eyes ihr erstes 76 Seiten fassendes Buch veröffentlichte, in der es um ihre eigene Bewältigung von ADHS ging. Kurz darauf begann sie sich auch als Motivationsrednerin zu etablieren und half dabei vielen Kindern und Erwachsenen. Nachdem sie anfangs die Carrollton School of the Sacred Heart in Coconut Grove, einem Stadtviertel von Miami, besuchte, schaffte sie mit 18 Jahren ihren High-School-Abschluss und zog nach Los Angeles, um sich der Schauspielerei zu widmen. Dabei schrieb sie sich unter anderem im UCLA Extension Writers’ Program, einer Non-Profit-Organisation der University of California, Los Angeles, ein und bekam ein Zertifikat als eingetragene Drehbuchautorin für Spielfilme.
Nachdem sie bereits in ihrer Kindheit von Musik umgeben und durch diese inspiriert wurde, bekam sie ab einem Alter von 15 Jahren Gesangsunterricht. Zwei Jahre später fand sie den Weg an eine Gesangsschule, wobei sie unter anderem auch für zwei Monate ins zentralitalienische Spoleto kam und dort kurzzeitig Musik studierte. Bereits in ihrer High-School-Zeit sang sie bei Bürgerversammlungen vor Lokalpolitikern und anderen Personen die offizielle Nationalhymne der USA. Zurzeit lebt Espinosa, die sowohl Französisch als auch Spanisch spricht und auch den britischen Dialekt und den der Südstaaten besitzt, mit ihrer Familie in Los Angeles. Sonstige Ausbildung genoss die vielseitig engagierte Espinosa unter anderem im The Second City Training Center, einer eigenen Einrichtung von The Second City, wo sie im Improvisationstheater ausgebildet wurde. Weitere Ausbildung im Comedy- und Impro-Bereich erhielt sie in den Moo Studios in Hollywood und bekam des Weiteren eine Privatausbildung von der Schauspielerin und Ausbildnerin Kate McGregor-Stewart, die unter anderem bereits Nicole Kidman, Cary Elwes oder Wes Bentley trainierte.
Außerdem nahm sie noch Schauspielunterricht am Stella Adler Studio of Acting und am Lee Strasberg Theatre and Film Institute, wo sie unter anderem in der Schauspieltechnik und im Tanz ausgebildet wurde. In Madrid besuchte sie mit der Escuela de Cristina Rota auch noch eine bekannte spanische Schauspielschule, wo sie vermehrt als Schauspielerin und im Impro-Bereich zum Einsatz. Bereits seit Längerem besucht sie Workshops von Hey, I Saw Your Commercial!, wo sie für Auftritte im Werbebereich (Werbespots etc.) ausgebildet wird. Des Weiteren bekommt sie aktuell auch noch Voice-over-Training von Rick Zieff, einem der führenden Voice-over-Trainer von Los Angeles, sowie Stimmbildung von Susannah Murray, ebenfalls eine in Los Angeles ansässige Trainerin. Weitere Trainings ihrer Stimme erhielt sie an der Pepperdine University, wo ihre Gesangsleistung von 2006 bis 2007 optimiert wurde, sowie im bereits erwähnten Spoleto in Italien als auch bei einer privaten Stimmtrainerin in Miami.

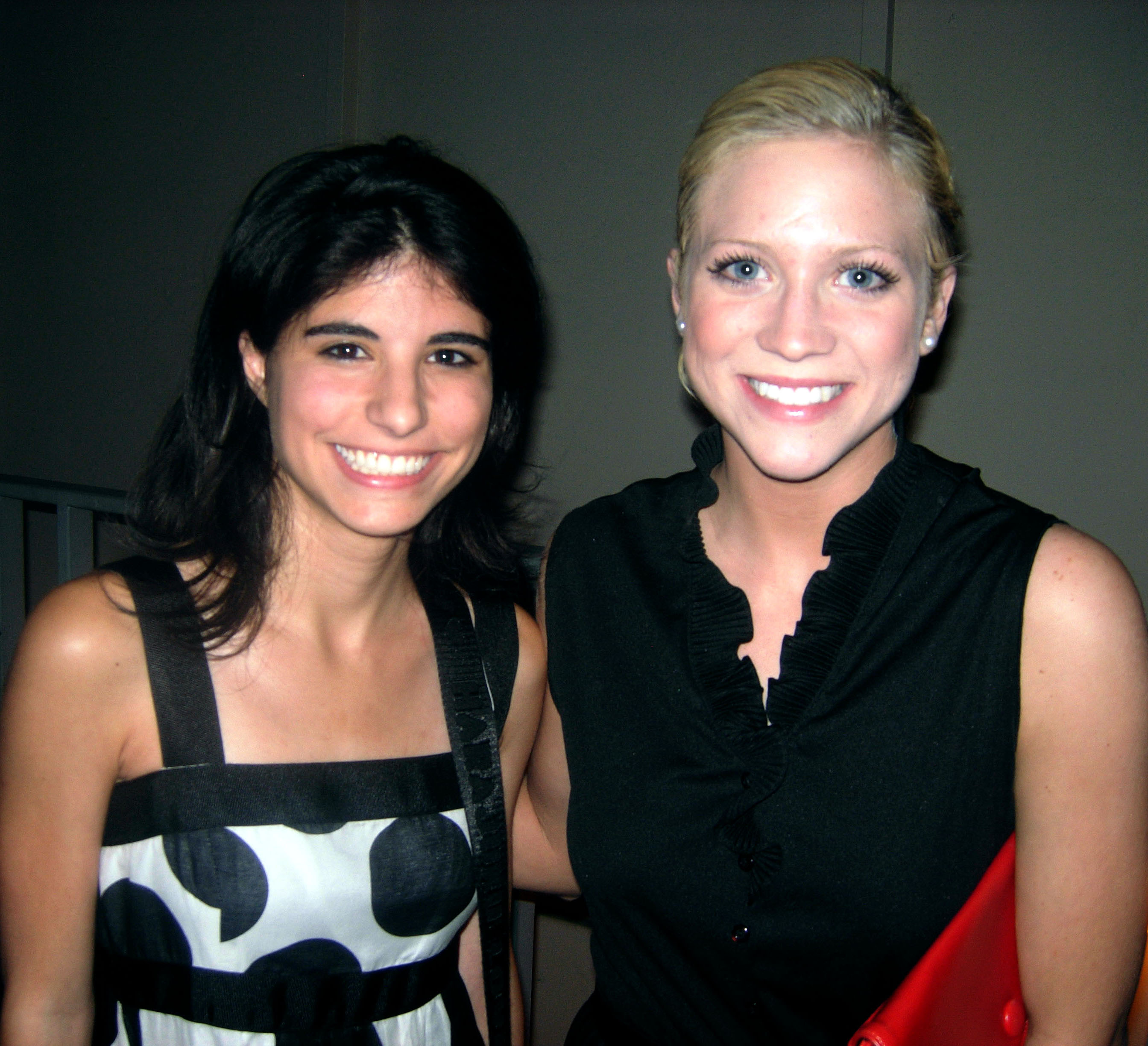
Romina Espinosa (links) mit Brittany Snow (2008)

Daneben trat die junge Schauspielerin, Sängerin und Autorin auch in verschiedenen Theatern auf. Unter anderem waren bzw. sind dies das Monroe Theatre (gehörend zum Lee Strasberg Theatre and Film Institute), das 2007 geschlossene Coconut Grove Playhouse und das Theater von Cristina Rota, deren Schauspielschule Espinosa auch besuchte. Weiters war die heute (Stand: Dezember 2010) 22-Jährige bereits an einigen Werbespots engagiert und spielte dabei unter anderem bei einem Spot zur Kaugummimarke Bubblicious mit. Die Indie-Rock-Band The Spill Canvas holte Espinosa für das Musikvideo zu ihrem Song Staplegunned in den nur wenige Leute umfassenden Cast. Dabei gab sie auch ihr Schauspieldebüt vor einer Kamera und nach sich ziehend auch vor einem größeren Publikum. Nach ihrem Schauspieldebüt im Musikvideo hatte sie unter anderem eine Nebenrolle im 2008 veröffentlichten Film Wild Child, gefolgt von einer der Hauptrollen im Kurzfilm Precious Moments, wo sie einen mit dem Erwachsenwerden kämpfenden Teenager mimt, der versucht wieder eine Beziehung zum distanzierten Vater aufzubauen.
Weitere Engagements folgten im Film Message, wo sie abermals eine der Hauptrollen übernahm, sowie 2009 in den Filmen Why Am I Doing This? und You. Zu einem Einsatz in einer Fernsehserie kam Espinosa ebenfalls, als sie im Jahre 2009 in einer Episode von Jonas L.A. auftrat. Der nächste veröffentlichte Film, an dem Espinosa mitarbeitete, ist Joshua Tree, der sich aktuell in der Postproduktion befindet und 2011 in den USA veröffentlicht werden soll. Außerdem ist die Tochter des Schauspielers Manuel Espinosa eine begeisterte Fotografin, Reiterin und Schwimmerin, die auch noch eine Vielzahl anderer Sportarten betreibt. Während ihrer Jugend erlernte sie unter anderem auch das Spielen auf einer Gitarre. 2010 wirkte sie in einem rund 80-sekündigen Videoclip mit dem Titel Theatrical (Speed)Reel mit.

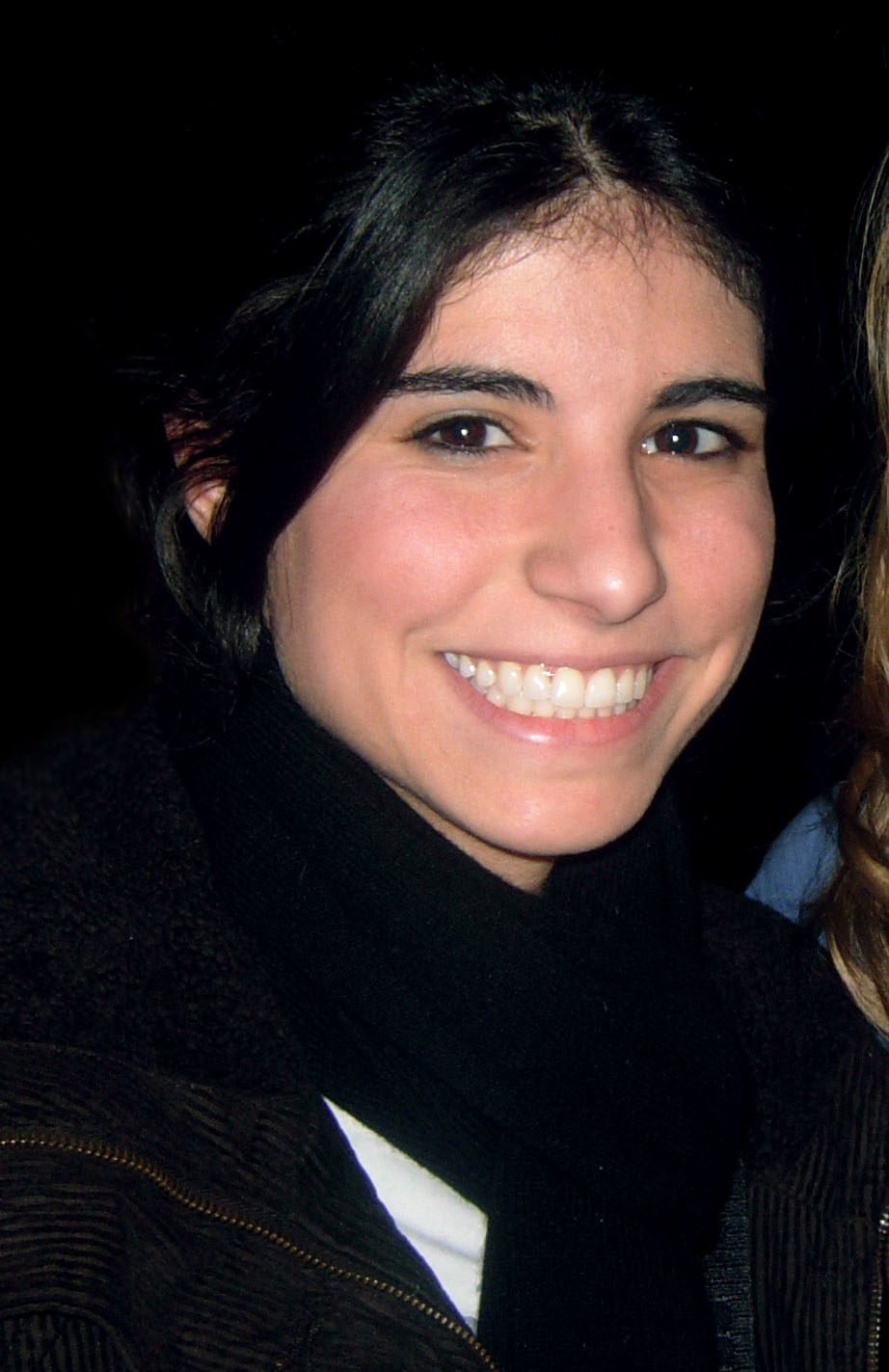
Romina Espinosa (2008)

## Filmografie
Filmauftritte (auch Kurzauftritte)
- 1996: Eskiya – Der Bandit (Eşkıya)
- 2008: Wild Child
- 2009: Precious Moments
- 200?: Message
- 2009: Why Am I Doing This?
- 2009: You
- 2011: Joshua Tree
- 2012: Stealing Roses
- 2012: Unknowns
- 2014: Pretty Rosebud

Serienauftritte (auch Gast- und Kurzauftritte)
- 2009: Jonas L.A. (1 Episode)
- 2009: Saving Grace (1 Episode)
- 2010: 90210 (1 Episode)
- 2010: Make It or Break It (6 Episoden)

## Publikationen
- 2004: The Freedom of my Eyes